# 毛尔堡
毛尔堡（德語：Maulburg）是德国巴登-符腾堡州的一个市镇。总面积9.73平方公里，总人口4013人，其中男性2019人，女性1994人（2011年12月31日），人口密度412人/平方公里。

## 友好城市
- 法國 瑟穆斯河畔圣卢